# Branko Plesa
Branko Pleša est un acteur, réalisateur et scénariste serbe-yougoslave né le 6 mars 1926 à Kiseljak (Yougoslavie), décédé le 9 juin 2001 à Belgrade .

## Filmographie

### Comme acteur
- 1947 : Slavica
- 1949 : Prica o fabrici : Ferdo
- 1950 : Crveni cvet : Ivan
- 1953 : Daleko je sunce : Pavle
- 1955 : Lazni car
- 1955 : Pesma sa Kumbare : Beogradski Pasa
- 1957 : Na kraju puta (TV) : Franja Puceljski
- 1957 : Mali covek
- 1958 : Kroz granje nebo : Ranjenik na nosilima (I)
- 1958 : Oleko Dounditch : Aleka Dundic
- 1959 : Vetar je stao pred zoru
- 1960 : Partizanske price : (segment Povratak)
- 1960 : Akcija : l'étudiant
- 1961 : La Nuit des otages (Насиље на тргу) de Leonardo Bercovici : Major Kohler
- 1961 : La Loi de la guerre (Legge di guerra) : Don Stefano
- 1962 : Trojanskog rata nece biti (TV)
- 1964 : Vrtlog
- 1964 : Zarota
- 1964 : Mars na Drinu : Pukovnik Zdravko Lukic
- 1965 : Provereno nema mina
- 1966 : Lutka sa kreveta br. 21 (TV)
- 1967 : Nikad se ne zna (TV)
- 1967 : Bomba u 10 i 10 : Col. Hassler
- 1968 : Bracna postelja (TV)
- 1968 : Pre istine : Mladen
- 1968 : Bez treceg (TV) : Marko
- 1968 : TV Bukvar (série TV) : Ika Pejic - Advokat
- 1968 : Uka i Bjeshkëve të nemura : Doktor
- 1969 : Tri serenade (TV)
- 1969 : Krcma na glavnom drumu (TV)
- 1970 : Slucaj Openhajmer (TV) : Robert Oppenheimer
- 1970 : Lilika
- 1970 : Bablje leto
- 1970 : Papagaj (TV) : Anton
- 1971 : Nirnberski epilog (TV) : Ernst Kaltenbruner
- 1971 : Le Roman d'un voleur de chevaux (Romance of a Horsethief) : Lt. Vichinsky
- 1972 : Sarajevski atentat (TV)
- 1972 : Paljenje rajhstaga (TV)
- 1972 : Razvojni put Bore Snajdera (TV) : Bora
- 1972 : Savonarola i njegovi prijatelji (TV)
- 1972 : Amfitrion 38 (TV)
- 1972 : Haus am Meer (TV)
- 1972 : Le Maître et Marguerite (en italien Il Maestro e Margherita) : Le professeur Voland & Satana (version yougoslave) (voix)
- 1973 : Sticenik (TV)
- 1973 : Bombardovanje Nju Hejvna (TV)
- 1974 : Zasto je pucao Alija Alijagic (TV)
- 1974 : Florijanovic (TV)
- 1974 : Le Derviche et la Mort (Дервиш и смрт, Derviš i smrt) de Zdravko Velimirović
- 1974 : Meri Rouz (TV)
- 1974 : Peta kolona (TV)
- 1974 : Obesenjak (TV)
- 1974 : Partizani (feuilleton TV)
- 1974 : Petao nije zapevao (TV)
- 1974 : Dervis i smrt : Kadija
- 1974 : Partizani : Le général Steiger
- 1975 : Pesma (série TV)
- 1975 : Prokletinja (TV)
- 1976 : Od pet do sedam (TV) : Bora Martinovic
- 1976 : Gresno dete (TV)
- 1977 : sastanak Skupstine Knezevine Srbije (TV) : Stojan Novakovic ... ministar prosvete
- 1979 : Prva Srpska zeleznica (TV) : Stojan Novakovic
- 1979 : Partizanska eskadrila : Von Norden
- 1982 : Tri sestre (TV)
- 1982 : Sabinjanke (TV) : Piters
- 1984 : Caj u pet (TV) : Mr. Jirzi Jermolenko
- 1985 : Alles Paletti (TV)
- 1987 : Pogresna procena (TV)
- 1988 : Neka cudna zemlja : Ministar inostranih poslova
- 1989 : Point de rencontre (Sabirni centar) : Doktor Katic
- 1990 : Gala korisnica: Atelje 212 kroz vekove (TV)
- 1998 : Dzandrljivi muz (TV) : Predsednik komisije

### Comme réalisateur
- 1970 : Lilika
- 1971 : Muzicki automat (TV)
- 1972 : Rozenbergovi ne smeju da umru (TV)
- 1972 : Celava pevacica (TV)
- 1973 : San Dr Misica (TV)
- 1973 : Proslava (TV)
- 1973 : Kucevlasnik i palikuca (TV)
- 1974 : Petao nije zapevao (TV)
- 1974 : Oglas (TV)
- 1975 : Prokletinja (TV)
- 1976 : Spiritisti (TV)
- 1976 : Gresno dete (TV)
- 1976 : Frontas (TV)
- 1977 : Jedan dan (TV)
- 1982 : Sabinjanke (TV)

### comme scénariste
- 1965 : Po isti poti se ne vracaj
- 1970 : Lilika
- 1973 : Kucevlasnik i palikuca (TV)
- 1975 : Prokletinja (TV)
- 1982 : Sabinjanke (TV)